# Peter Antony Moran

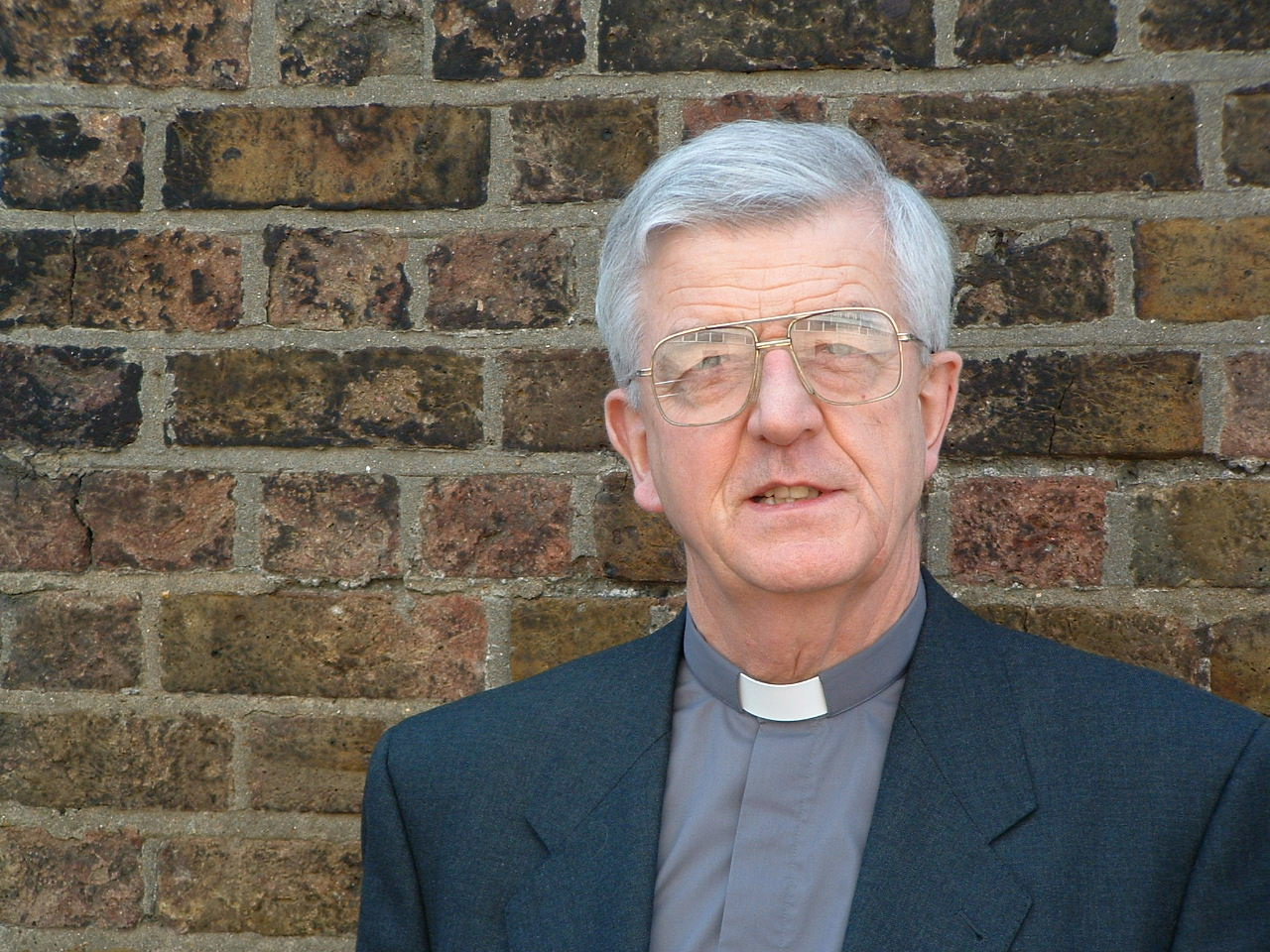
Peter Antony Moran

Peter Antony Moran (* 13. April 1935 in Glasgow) ist Altbischof von Aberdeen.

## Leben
Peter Antony Moran empfing am 19. März 1959 die Priesterweihe und wurde in den Klerus des Erzbistums Glasgow inkardiniert. Später wurde er in den Klerus des Bistums Aberdeen inkardiniert. Papst Johannes Paul II. ernannte ihn am 13. Oktober 2003 zum Bischof von Aberdeen.
Der Erzbischof von Glasgow, Mario Joseph Conti, spendete ihm am 1. Dezember desselben Jahres die Bischofsweihe; Mitkonsekratoren waren Michael George Bowen, Erzbischof von Southwark, und Joseph Devine, Bischof von Motherwell.
Am 4. Juni 2011 nahm Papst Benedikt XVI. seinen altersbedingten Rücktritt an.